# Claudio Marchisio
Claudio Marchisio (Chieri, Província de Torí, Itàlia, 19 de gener de 1986) és un exfutbolista italià. Jugava a la posició de centrecampista i el seu darrer equip fou el Zenit de Sant Petersburg.
El 6 de juny de 2015 formà part de l'equip titular de la Juventus que va perdre la final de la Lliga de Campions 2015, a l'Estadi Olímpic de Berlín per 1 a 3, contra el FC Barcelona.

## Clubs
| Club                  | País   | Any         |
| --------------------- | ------ | ----------- |
| Juventus FC           | Itàlia | 2005 - 2007 |
| Empoli FC             | Itàlia | 2007 - 2008 |
| Juventus FC           | Itàlia | 2008 - 2018 |
| Zenit Sant Petersburg | Rússia | 2018 - 2019 |

## Palmarès

### Campionats nacionals
| Títol              | Club        | País   | Any  |
| ------------------ | ----------- | ------ | ---- |
| Serie B            | Juventus FC | Itàlia | 2007 |
| Serie A            | Juventus FC | Itàlia | 2012 |
| Supercopa d'Itàlia | Juventus FC | Itàlia | 2012 |
| Serie A            | Juventus FC | Itàlia | 2013 |
| Supercopa d'Itàlia | Juventus FC | Itàlia | 2013 |
| Serie A            | Juventus FC | Itàlia | 2014 |
| Serie A            | Juventus FC | Itàlia | 2015 |
| Copa d'Itàlia      | Juventus FC | Itàlia | 2015 |
| Supercopa d'Itàlia | Juventus FC | Itàlia | 2015 |
| Serie A            | Juventus FC | Itàlia | 2016 |
| Copa d'Itàlia      | Juventus FC | Itàlia | 2016 |
| Serie A            | Juventus FC | Itàlia | 2017 |
| Copa d'Itàlia      | Juventus FC | Itàlia | 2017 |
| Serie A            | Juventus FC | Itàlia | 2018 |
| Copa d'Itàlia      | Juventus FC | Itàlia | 2018 |